# Törökország az 1988. évi téli olimpiai játékokon
Törökország a kanadai Calgaryban megrendezett 1988. évi téli olimpiai játékok egyik részt vevő nemzete volt. Az országot az olimpián 2 sportágban 8 sportoló képviselte, akik érmet nem szereztek.

## Alpesisí
Férfi
| Versenyző           | Versenyszám            | 1. futam      | 1. futam      | 2. futam | 2. futam | Összesítés | Összesítés |
| Versenyző           | Versenyszám            | Idő           | Hely.         | Idő      | Hely.    | Idő        | Helyezés   |
| ------------------- | ---------------------- | ------------- | ------------- | -------- | -------- | ---------- | ---------- |
| Ahmet Demir         | Műlesiklás             | 1:11,29       | 45.           | 1:06,24  | 38.      | 2:17,53    | 35.        |
| Ahmet Demir         | Óriás-műlesiklás       | 1:23,29       | 69.           | 1:20,45  | 58.*     | 2:43,74    | 59.        |
| Göksay Demirhan     | Műlesiklás             | 1:13,22       | 48.           | 1:04,99  | 36.      | 2:18,21    | 36.        |
| Göksay Demirhan     | Óriás-műlesiklás       | 1:18,82       | 61.           | 1:16,74  | 54.      | 2:35,56    | 53.        |
| Göksay Demirhan     | Szuperóriás-műlesiklás |               |               |          |          | 2:02,22    | 47.        |
| Yakup Kadri Birinci | Műlesiklás             | 1:09,08       | 44.           | 1:02,11  | 32.      | 2:11,19    | 31.        |
| Yakup Kadri Birinci | Óriás-műlesiklás       | nem ért célba | nem ért célba | kiesett  | kiesett  | kiesett    | kiesett    |
| Yakup Kadri Birinci | Szuperóriás-műlesiklás |               |               |          |          | 1:59,32    | 44.        |
| Resul Sare          | Műlesiklás             | 1:14,78       | 49.           | 1:01,81  | 31.      | 2:16,59    | 33.        |
| Resul Sare          | Óriás-műlesiklás       | 1:20,04       | 63.           | 1:17,36  | 56.      | 2:37,40    | 55.        |
| Resul Sare          | Szuperóriás-műlesiklás |               |               |          |          | 1:57,65    | 43.        |

* - egy másik versenyzővel azonos eredményt ért el

## Sífutás
Férfi
| Versenyző       | Versenyszám | Eredmény  | Helyezés |
| --------------- | ----------- | --------- | -------- |
| Erhan Dursun    | 15 km       | 52:18,3   | 79.      |
| Erhan Dursun    | 30 km       | 1:56:10,7 | 84.      |
| Saim Koca       | 15 km       | 51:36,6   | 76.      |
| Saim Koca       | 30 km       | 1:44:55,7 | 78.      |
| Fikret Ören     | 15 km       | 52:05,1   | 78.      |
| Fikret Ören     | 30 km       | 1:49:30,2 | 81.      |
| Abdullah Yılmaz | 15 km       | 51:54,6   | 77.      |
| Abdullah Yılmaz | 30 km       | 1:46:48,2 | 79.      |